# Mirepoix, Ariège
Mirepoix är en kommun i departementet Ariège i regionen Occitanien i södra Frankrike. Kommunen ligger  i kantonen Mirepoix som ligger i arrondissementet Pamiers. År 2022 hade Mirepoix 3 106 invånare.

## Befolkningsutveckling
Antalet invånare i kommunen Mirepoix
Referens: INSEE

## Galleri

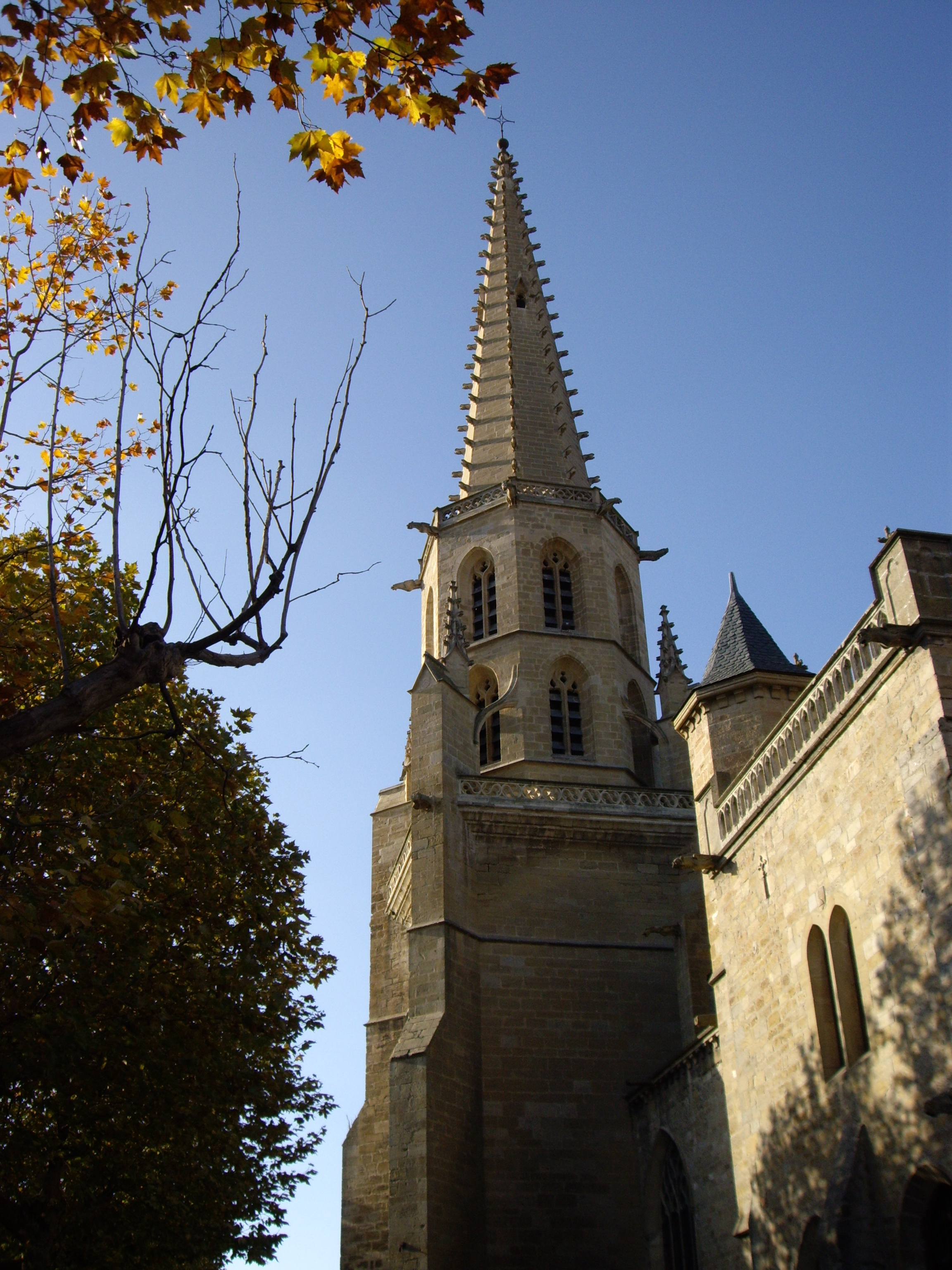
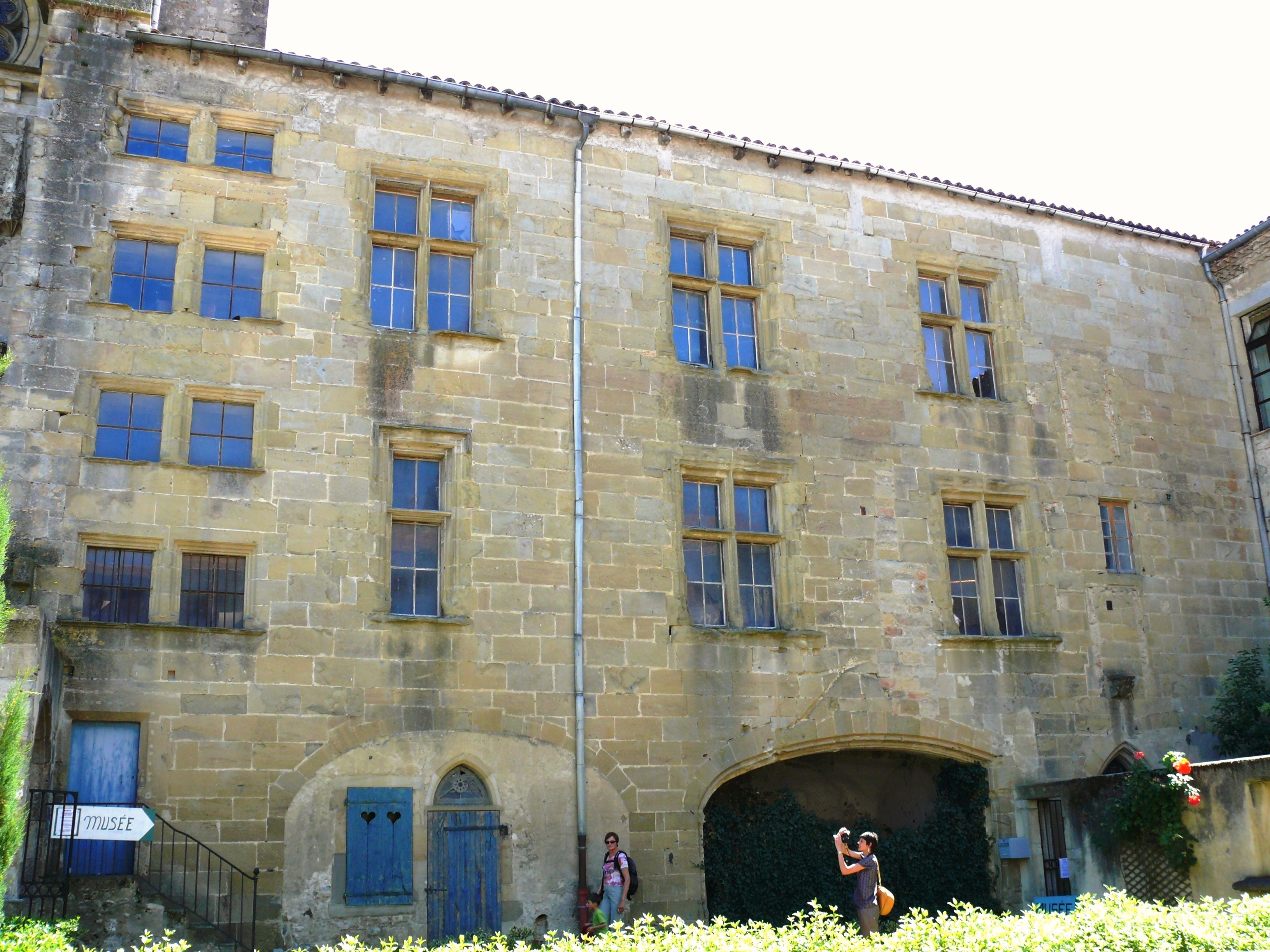
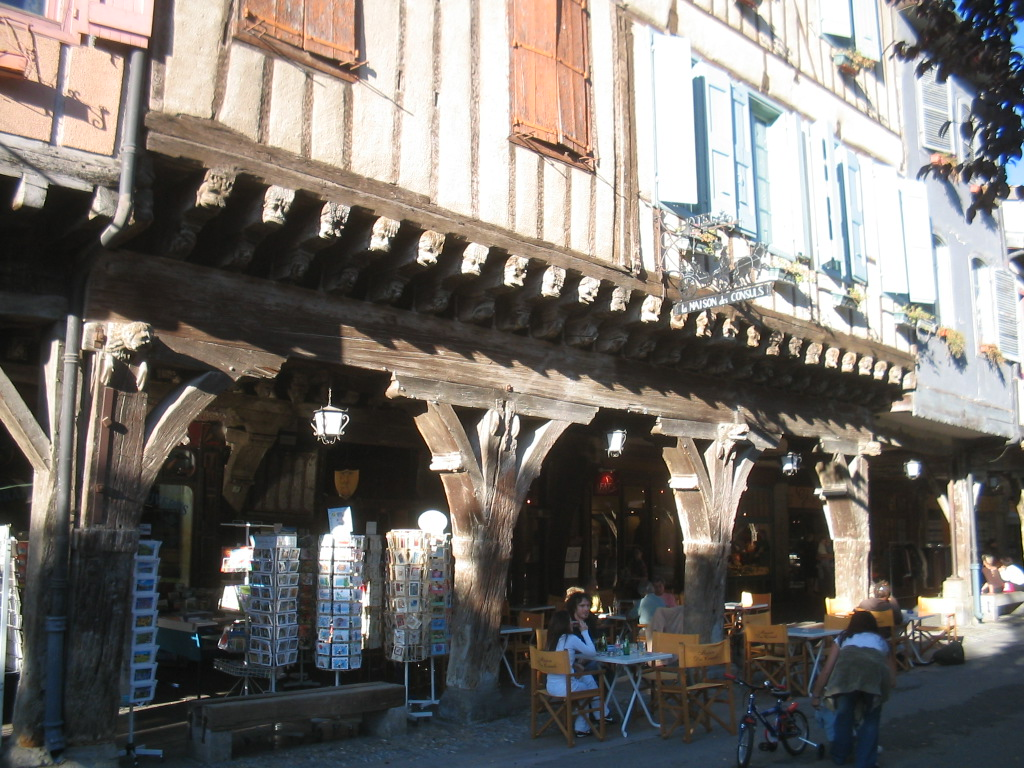
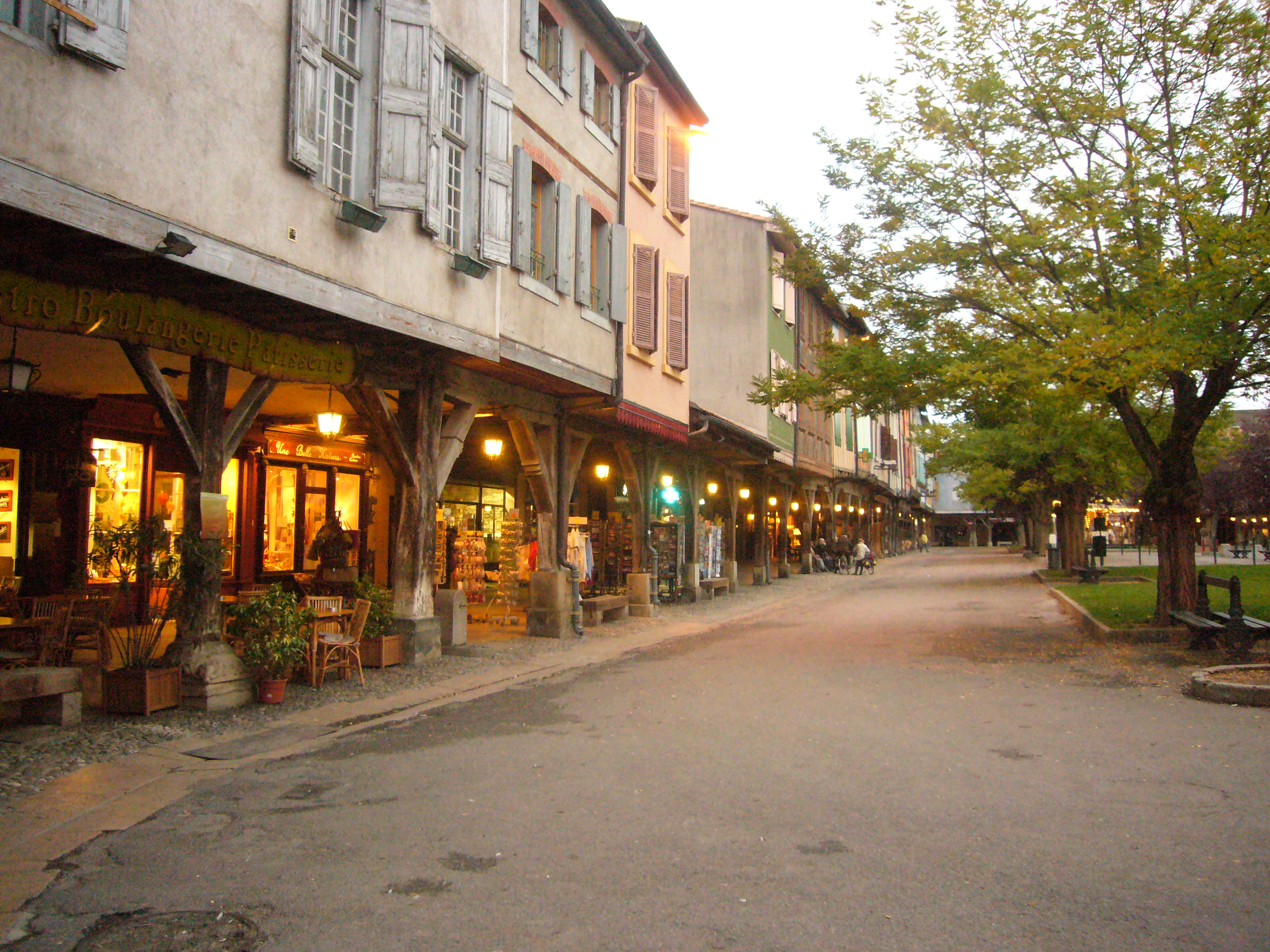
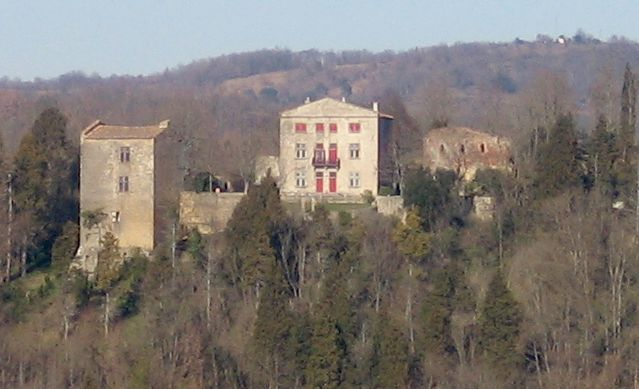